# Vernel Fournier
Pour les articles homonymes, voir Fournier.
Vernel Fournier, né le 30 juillet 1928 à La Nouvelle-Orléans et mort le 4 novembre 2000 à Jackson (Mississippi), est un batteur de jazz américain, ayant aussi adopté le nom d'Amir Rushdan.
Il est surtout connu pour sa participation aux trios d'Ahmad Jamal entre 1956 et 1962.
Il a notamment travaillé avec Nancy Wilson, Clifford Jordan, Billy Eckstine, Joe Williams, John Lewis, Clifford Jordan, George Shearing et Barry Harris.

## Sources
- (en) Cet article est partiellement ou en totalité issu de l’article de Wikipédia en anglais intitulé « Vernel Fournier » (voir la liste des auteurs).